# Camps-la-Source
 Camps-la-Source  es una población y comuna francesa, que se encuentra en la región de Provenza-Alpes-Costa Azul, departamento de Var, en el distrito de Brignoles y cantón de Brignoles.

## Demografía
| 448 | 474 | 581 | 767 | 1113 | 1272 |
| Para los censos de 1962 a 1999 la población legal corresponde a la población sin duplicidades (Fuente: INSEE [Consultar]) |     |     |     |      |      |